# Liste öffentlicher Bücherschränke in Brandenburg
Dieser Artikel enthält öffentliche Bücherschränke in Brandenburg und erhebt keinen Anspruch auf Vollständigkeit. Ein öffentlicher Bücherschrank ist ein Schrank oder schrankähnlicher Aufbewahrungsort mit Büchern, der dazu dient, Bücher kostenlos, anonym und ohne jegliche Formalitäten zum Tausch oder zur Mitnahme anzubieten. In der Regel sind die öffentlichen Bücherschränke an allen Tagen im Jahr frei zugänglich. Ist dies nicht der Fall, ist dies in den Listen in der Spalte Anmerkungen vermerkt.

## Liste
Derzeit sind in Brandenburg 115 öffentliche Bücherschränke erfasst (Stand: 16. März 2025):
| Bild                                    | Ausführung                         | Ort                                        | Seit          | Anmerkung | Lage |
| --------------------------------------- | ---------------------------------- | ------------------------------------------ | ------------- | --- | --- |
|                                         | gläserner Schrank mit Sitzbank     | Ahrensfelde                                | 30. Juni 2017 | barrierefreier Zugang, betrieben von der Gemeinde Ahrensfelde, Platz für etwa 220 Bücher | ⊙ Kutschersteig 1A (Lindenberger Straße 1), zwischen dem Rathaus und dem Ortsteilzentrum Ahrensfelde                                       |
|                                         | Telefonzelle                       | Bad Belzig, Ortsteil Groß Briesen          | Mai 2020      | aufgestellt mit finanzieller Unterstützung des Kreislandfrauenverbands Potsdam-Mittelmark und aus Mitteln des Förderprogramms für nachhaltiges Miteinander im Land Brandenburg sowie Mitarbeit der Bevölkerung, gestaltet nach den beiden ersten Groß Briesener Bücherzellen in Nahmitz und Reckahn | ⊙ Ecke Kietz/Hauptstraße |
|                                         | Telefonzelle                       | Bad Belzig, Ortsteil Fredersdorf           | Sep. 2018     | [ 2 ] | ⊙ Hauptstraße |
| Krankabine                              | Krankabine                         | Bad Freienwalde, Ortsteil Altglietzen      | Okt. 2024     | Hinweise zur Nutzung befinden sich in der Kabine. Für Kinder gibt es ein extra Regal. Das bedeutet, auch kleine „Bücherfreunde“ sind herzlich willkommen. | Park |
|                                         | Telefonzelle                       | Beelitz OT Fichtenwalde                    |               | | ⊙ Am Markt |
|                                         | Telefonzelle                       | Beelitz OT Kanin                           |               | | ⊙ Dorfplatz gegenüber Kita |
|                                         | Telefonzelle                       | Beetzsee Ortsteil Radewege                 | Jan. 2020     | private Initiative | ⊙ Ortsmitte |
|                                         | gläserner Schrank                  | Bernau bei Berlin                          | Okt. 2015     | barrierefreier Zugang, betrieben von der Stadt Bernau | ⊙ Bürgermeisterstraße 4, vor der Touristen-Information                                                                                     |
|                                         | Büchertelefonzelle                 | Bernau bei Berlin Ortsteil Birkholz        | 25. Okt. 2019 | barrierefreier Zugang, betrieben vom Ortsbeirat Birkholz | ⊙ Birkholzer Dorfstraße 24 am Dorfgemeinschaftshaus                                                                                        |
|                                         | Telefonzelle                       | Bernau bei Berlin, Ortsteil Ladeburg       | Mai 2021      | auf dem Rastplatz für Radfahrende mit Schutzhütte und weiterer Ausstattung, gelegen am Radweg Berlin–Usedom | ⊙ Ecke Alte Lanker Straße/Rüdnitzer Straße                                                                                                 |
|                                         | Telefonzelle                       | Bernau bei Berlin, Ortsteil Lobetal        | Jan. 2021     | betreut vom Bereich Beschäftigung und Bildung Kapernaum, täglich geöffnet mit Ausnahme von Silvester | ⊙ gegenüber dem Diakonischen Bildungszentrum am Bonhoeffer Weg 1                                                                           |
|                                         | Telefonzelle                       | Biesenthal                                 | Mai 2014      | initiiert vom Verein Kultur im Bahnhof | ⊙ am Kulturbahnhof, neben der Bushaltestelle                                                                                               |
|                                         | Telefonzelle                       | Birkenwerder                               | Sep. 2016     | betreut von einer ehemaligen Bibliothekarin | ⊙ Hauptstraße, Ecke Clara-Zetkin-Straße, gegenüber dem Rathaus                                                                             |
|                                         | Telefonzelle                       | Blankenfelde-Mahlow                        | Aug. 2020     | private Initiative, Bücherzelle mit begrüntem Dach an der Grenze eines Wohngrundstücks | ⊙ Arcostraße 50 |
|                                         | Bücherschrank                      | Borkheide                                  | 6. Aug. 2017  | barrierefreier Zugang | ⊙ Schäper Straße, Ecke Ulmenstraße |
|                                         | Telefonzelle                       | Borkwalde                                  |               | | ⊙ in der Ortsmitte am Kreisverkehr in der Nähe der Feuerwehr                                                                               |
| Buecherbaum brodowin                    | Bücherbaum                         | Brodowin                                   | 2014          | ehemaliger Baum, betreut vom „Mensch-Brodowin e. V.“ | ⊙ Südende Dorfanger, gegenüber dem Mensch-Brodowin-Haus                                                                                    |
|                                         | Bücherbox/Buchhaltestelle          | Brück, Ortsteil Baitz                      | 25. Mai 2019  | | ⊙ Nähe Tagungszentrum |
|                                         | Bücherzelle                        | Calau                                      | 2018          | Give Box, am Markt, hinter dem Rathaus | ⊙ Kirchstraße 4 |
|                                         | Bücherbaum                         | Chorin                                     | 2013          | barrierefreier Zugang, betreut vom Betreiber des Bahnhofsbistros | ⊙ Choriner Bahnhofstraße 2 Lesebuche Chorin                                                                                                |
|                                         | Bücherschrank                      | Cottbus                                    | 2015          | Bücherschrank in der Campus Lounge; barrierefreier Zugang; die Campus Lounge ist zu den Öffnungszeiten des Mensagebäudes von 7:30 bis 17:00 Uhr offen | ⊙ Universitätsplatz 2, Zugang über das Foyer der Mensa der BTU Cottbus-Senftenberg                                                         |
|                                         | Bücherschrank                      | Cottbus                                    |               | „Tauschbox“, geöffnet Montag bis Freitag | ⊙ Gaglower Straße, Ecke Hardenbergstraße                                                                                                   |
|                                         | Bücherregale                       | Cottbus                                    | 2017          | Bücherregale TKC und Lausitz Park, jeweils geöffnet zu den Geschäftszeiten | ⊙ Einkaufszentren TKC und Lausitz Park |
|                                         | Telefonzelle                       | Crinitz                                    |               | | ⊙ Lindenplatz |
|                                         | Britische Telefonzelle             | Diensdorf-Radlow                           | 29. Apr. 2016 | initiiert und aufgestellt vom Förderverein Diensdorf-Radlow, in Originalfarbe gestrichen, mit Innenbeleuchtung und Drehregal ausgestattet | ⊙ vor der Alten Schulscheune |
|                                         | Bücherschrank                      | Eberswalde                                 |               | „Schenkschrank“ auf dem Stadtcampus der Hochschule für nachhaltige Entwicklung Eberswalde | ⊙ Schicklerstraße 5 |
|                                         | Tauschtelefonzelle                 | Eberswalde                                 |               | zugänglich zu den normalen Öffnungszeiten der Geschäfte | ⊙ im Brandenburgischen Viertel, EKZ Heidewald (vor Netto), Potsdamer Allee                                                                 |
|                                         | Telefonzelle                       | Eichwalde                                  | 27. Jan. 2011 | barrierefreier Zugang | ⊙ Bahnhofstraße 1, gegenüber dem Bahnhofsvorplatz                                                                                          |
|                                         | Regal                              | Eisenhüttenstadt                           | 2014          | barrierefreier Zugang | ⊙ im Marktkauf, zugänglich zu dessen Öffnungszeiten                                                                                        |
| Offener Bücherschrank                   | Bücherschrank                      | Elsterwerda                                | 2018          | | ⊙ vor dem Gärtnerhaus am Schloss Elsterwerda                                                                                               |
| Offener Bücherschrank                   | Bücherschrank                      | Elsterwerda                                | 2017          | barrierefreier Zugang | ⊙ vor der Kleinen Galerie „Hans Nadler“ |
|                                         | Telefonzelle                       | Erkner                                     | 2012          | gesponsert von Heidt Immobilien Service | ⊙ Friedrichstraße 18 gegenüber von Rossmann                                                                                                |
| Begehbare Litfaßsäule mit Bücherregalen | begehbare Litfaßsäule              | Forst (Lausitz)                            | 2012          | geöffnet täglich von 9 bis 18 Uhr, gefördert über das Bund-Länder-Programm „Soziale Stadt“ | ⊙ Uferstraße im Wohngebiet |
|                                         | umgebauter Wohnwagen               | Frankfurt (Oder)                           | Nov. 2013     | „Kunst&KulturWagen“, Öffnungszeiten: Mo–Fr 09:00–21:00 Uhr, Sa 09:00–18:00 Uhr, So 11:00–18:00 Uhr | ⊙ Innenhof Europa-Universität Viadrina, Eingang Logenstraße                                                                                |
|                                         | Telefonzelle                       | Fürstenwalde/Spree                         | 23. Apr. 2020 | initiiert und finanziert vom Rotary Club Fürstenwalde | ⊙ schräg gegenüber der Tourismusinformation, Mühlenstraße 1                                                                                |
|                                         | Telefonzelle                       | Glienicke/Nordbahn                         | 25. Juni 2019 | barrierefreier Zugang, betrieben von der Gemeinde Glienicke/Nordbahn, finanziert aus dem Bürgerhaushalt | ⊙ Hauptstraße 18C, am Neuen Rathaus |
|                                         | Telefonzelle                       | Grünewald (Amt Ruhland)                    | 3. Okt. 2022  | Bücherzelle „Zwischen den Linden“ | ⊙ Hauptstraße, unweit der Feuerwehr |
|                                         | Telefonzelle                       | Golzow (Mittelmark)                        | 21. Aug. 2020 | Initiative der Landfrauen-Ortsgruppe Golzow als viertes Büchertauschangebot im Amt Brück | ⊙ Dorfanger, neben dem Jubiläumsdenkmal |
|                                         | Telefonzelle                       | Heidesee OT Prieros                        | 2018          | barrierefreier Zugang, betrieben wird von der Gemeinde | ⊙ Prieroser Dorfstraße, gegenüber dem Tourismus-Zentrum                                                                                    |
|                                         | Telefonzelle                       | Heiligengrabe-Blandikow                    | 2015          | | ⊙ |
|                                         | Telefonzelle                       | Heiligengrabe-Blumenthal                   | 2015          | | ⊙ |
|                                         | Telefonzelle                       | Heiligengrabe-Bölzke                       | 2015          | | ⊙ |
|                                         | Telefonzelle                       | Heiligengrabe-Grabow                       | 2015          | | ⊙ |
|                                         | Telefonzelle                       | Heiligengrabe-Herzsprung                   | 2015          | | ⊙ |
|                                         | Telefonzelle                       | Heiligengrabe-Jabel                        | 2015          | [ 16 ] | ⊙ |
|                                         | Telefonzelle                       | Heiligengrabe-Königsberg                   | 2015          | | ⊙ |
|                                         | Telefonzelle                       | Heiligengabe-Liebenthal                    | 2015          | | ⊙ |
|                                         | Telefonzelle                       | Heiligengrabe-Papenbruch                   | 2015          | | ⊙ |
|                                         | Telefonzelle                       | Heiligengrabe-Rosenwinkel                  | 2015          | | ⊙ |
|                                         | Telefonzelle                       | Heiligengrabe-Wernikow                     | 2015          | | ⊙ |
|                                         | Telefonzelle                       | Heiligengrabe-Zaatzke                      | 2015          | | ⊙ |
|                                         | Telefonzelle                       | Hennigsdorf                                | 19. Nov. 2019 | erster Bücherschrank in Hennigsdorf, von der Stadt aufgestellt | ⊙ Postplatz |
|                                         | Telefonzelle                       | Hohen Neuendorf-Bergfelde                  | Juni 2017     | 2014 initiiert von einer Schülerin, finanziert aus dem Bürgerhaushalt Bergfelde | ⊙ Birkenwerderstraße/Ecke Sommerstraße |
|                                         | Telefonzelle                       | Hohen Neuendorf-Borgsdorf                  | 16. Okt. 2015 | initiiert von einer Schülerin, finanziert aus dem Bürgerhaushalt Borgsdorf | ⊙ Fürstenauer Platz, am Grünen Pavillon, in der Nähe der S-Bahn-Station Borgsdorf                                                          |
|                                         | Bücherregal                        | Jüterbog                                   | 2018          | Öffnungszeiten: Mittwoch 15.00–18.00 Uhr | ⊙ Stadtteiltreff Jüterbog II, Brückenstraße 3                                                                                              |
|                                         | Telefonzelle                       | Kleinmachnow                               | 2017          | [ 21 ] | ⊙ Puschkinplatz am Zehlendorfer Damm/Käthe-Kollwitz-straße                                                                                 |
|                                         | Telefonzelle                       | Kloster Lehnin OT Emstal                   |               | | ⊙ Dorfmitte auf Verkehrsinsel, Brücker Straße                                                                                              |
|                                         | ehemaliger Kühlschrank             | Kloster Lehnin OT Nahmitz                  |               | | ⊙ Dorfstraße gegenüber vom Spritzenhaus |
|                                         | Bücherzelle                        | Kremmen, Ortsteil Sommerfeld               | 7. Apr. 2018  | Initiative des Vereins „Sommerfelder Miteinander“, Anschaffung finanziert aus dem kommunalen Haushalt, unterstützt von Sponsoren | ⊙ Dorfstraße, am Parkplatz bei der Feuerwehr, in der Nähe der Kirche                                                                       |
|                                         | Telefonzelle                       | Langewahl                                  | Nov. 2019     | angeregt von der Bürgermeisterin, umgesetzt und finanziert vom Heimatverein | ⊙ Schulstraße |
|                                         | Bücherschrank                      | Märkisch Luch, Ortsteil Möthlow            | Mai 2020      | geöffnet 24h/Tag, barrierefreier Zugang, betreut von www.dwai.de | ⊙ Altbuschower Straße 14 |
|                                         | Britische Telefonzelle             | Michendorf                                 | 3. Apr. 2013  | Telefonzelle wird zum Bücherschrank | ⊙ Haus Sankt Georg in der Langerwischer Straße                                                                                             |
|                                         | zwei Bücherregale mit Spitzdach    | Michendorf, OT Langerwisch                 | 2017          | | ⊙ Ein- und Ausgangsbereich des Rosengutes Langerwisch                                                                                      |
|                                         | Bücherschrank                      | Mühlenbeck                                 |               | | ⊙ Hauptstraße 9, neben der Bücherei |
|                                         | Buch                               | Neuenhagen bei Berlin                      | 2012          | gesponsert von Heidt Immobilien Service | ⊙ vor dem Edeka-Markt |
|                                         | Regale                             | Neuruppin                                  | 2016          | im Internetcafe Matrixx, zu dessen Öffnungszeiten | ⊙ Bilderbogenpassage Neuruppin-Innenstadt, im Matrix, gegenüber von NP                                                                     |
|                                         | Bücherzelle                        | Niederer Fläming, Ortsteil Werbig          | Nov. 2020     | beleuchtete ehemalige Telefonzelle, Initiative eines Einwohnerehepaars, finanziert aus kommunalen Mitteln | ⊙ Standort an der früheren Bushaltestelle                                                                                                  |
|                                         | Telefonzelle                       | Niederlehme                                |               | auf dem Gelände und betrieben vom Südbrandenburgischen Abfallzweckverband | ⊙ auf dem Recyclinghof Niederlehme vor dem Kassenhaus.                                                                                     |
|                                         | Telefonzelle                       | Nuthetal OT Nudow                          |               | | ⊙ Nudower Dorfstraße 40, bei der Kirche |
|                                         | Telefonzelle                       | Nuthetal OT Philippsthal                   |               | | ⊙ Philippsthaler Dorfstraße 60A, bei der Dorfkapelle                                                                                       |
|                                         | Telefonzelle                       | Nuthetal OT Saarmund                       |               | | ⊙ Am Markt 6, bei der Feuerwehr |
|                                         | Bücherbox                          | Oberkrämer OT Klein-Ziethen                | März 2021     | betreut von der Bürgergemeinschaft Klein-Ziethen | ⊙ Dorfplatz Klein-Ziethen |
|                                         | Bücherschrank                      | Panketal, Ortsteil Schwanebeck             |               | | ⊙ Genfer Platz 2 |
|                                         | Bücherkiste                        | Perleberg                                  | 2009          | Im Winter wird die Kiste abgenommen | ⊙ Am Schuhmarkt |
|                                         | Bücherschrank                      | Potsdam                                    | 2005          | wochentags 10 bis 15 Uhr | ⊙ Bürgerhaus Sternzeichen, Galileistraße 37 in der Seniorenfreizeitstätte                                                                  |
|                                         | Bücherschrank                      | Potsdam                                    | 2019          | wochentags 9.00 bis 17.00 Uhr | ⊙ Bürgerhaus am Schlaatz, Schilfhof 28, 14478 Potsdam                                                                                      |
|                                         | Büchertauschregal                  | Potsdam                                    |               | tagsüber zur Öffnungszeit des Buchladens Sputnik | ⊙ Umverteiler unter dem Buchladen Sputnik, Charlottenstraße 28                                                                             |
|                                         | Gläserner Stahlschrank             | Potsdam                                    | März 2016     | barrierefreier Zugang | ⊙ Am Platz der Einheit vor der Wilhelmgalerie, in der Nähe der Haltestelle Platz der Einheit/West                                          |
|                                         | Telefonzelle                       | Potsdam West                               |               | | ⊙ im Garten des Lottenhofs (vormals Scholle 34)                                                                                            |
|                                         | Telefonzelle                       | Potsdam-Bornstedt                          | 2. Juni 2018  | [ 29 ] | ⊙ Volkspark, Verlängerung der David-Gilly-Straße, Ecke Erwin-Barth-Straße                                                                  |
|                                         | Telefonzelle                       | Potsdam-Golm                               |               | | ⊙ auf dem Campus der Universität, zwischen der Mensa und Haus 7                                                                            |
|                                         | Büchertauschregal                  | Potsdam-Golm                               |               | tagsüber, wenn die Uni-Gebäude offen sind | ⊙ Büchertauschregal im Lesecafé, Haus 14A                                                                                                  |
|                                         | Bücherregalschrank                 | Potsdam-Babelsberg                         | 2020          | im Vorgarten, von der Straße aus zugänglich; wird privat betrieben und finanziert | ⊙ Stephensonstraße |
|                                         | Telefonzelle                       | Premnitz, Ortsteil Mögelin                 | 2021          | | ⊙ Ringstraße |
|                                         | Schaltschrank                      | Rathenow                                   | 2018          | Öffnungszeiten: Mo.–Fr. 8:00–18:00 Uhr, Sa. 8:00–12:00 Uhr | ⊙ Hof von Sanitätshaus Friedenberger |
|                                         | Büchertauschbox in Telefonzelle    | Rangsdorf                                  | 2020          | Projekt Rangsdorf erzählt | ⊙ Platz der Deutschen Einheit, Seebadallee                                                                                                 |
|                                         |                                    | Rüdersdorf bei Berlin                      | 2013          | „Verschenkregal“, Berliner Büchertisch e. V. in Kooperation mit reha e. V. | ⊙ Brückenstraße 12 |
| Bücherschrank Schöneiche bei Berlin     | Schrank in Buchform                | Schöneiche bei Berlin                      | 2012          | gesponsert von Heidt Immobilien Service | ⊙ vor dem Bestattungshaus Schulz in der Brandenburgischen Straße 78                                                                        |
|                                         | Bücherschrank in altem Kühlschrank | Schönewalde                                | Jan. 2022     | betreut vom „Projekthof Markt 30“ | ⊙ in der Nähe des Rathauses auf Nachfrage (bitte klingeln) im Gebäude sind weitere ca. 1200 Bücher vorhanden, Markt 30, vor dem Projekthof |
| Bücherschrank Schulzendorf bei Berlin   | Telefonzelle                       | Schulzendorf                               | 2014          | | ⊙ in der Nähe des Rathauses |
|                                         | Bücherschrank                      | Schwedt                                    | 30. Juli 2019 | | ⊙ Reiterallee 2 |
|                                         | Telefonzelle                       | Schwielowsee Caputh                        |               | | ⊙ Caputh, am Bahnhof |
| Bücher-Tausch Ferch                     | Bücher-Tausch Zelle                | Schwielowsee Ferch                         | 6. Dez. 2020  | immer frei zugänglich, aufgestellt und betreut vom „Fercher Treffen“ | ⊙ In Ferch, an der Beelitzer Straße oberhalb des Museums der Havelländischen Malerkolonie                                                  |
|                                         | Telefonzelle                       | Schwielowsee Geltow                        | 2017          | | ⊙ Geltow, neben Infotafel Hauffstraße vor Friseurladen                                                                                     |
|                                         | Telefonzelle                       | Senftenberg                                | 2019          | immer geöffnet und frei zugänglich | ⊙ direkt vor der Mensa der BTU |
|                                         | Telefonzelle                       | Senftenberg                                |               | in der warmen Jahreszeit und während der Öffnungszeiten der Kita geöffnet und frei zugänglich, ausschließlich kindgerechte Literatur | ⊙ auf dem Gelände der Kita Zwergenhaus am See                                                                                              |
|                                         | Telefonzelle                       | Senftenberg OT Großkoschen                 |               | frei zugänglich, in den Wintermonaten nicht nutzbar | ⊙ im Familienpark Großkoschen |
|                                         | Telefonzelle                       | Senftenberg OT Großkoschen GT Kleinkoschen | 2021          | immer geöffnet und frei zugänglich | ⊙ neben der Feuerwehr |
|                                         | Bücherregal                        | Sewekow                                    |               | | ⊙ |
|                                         | Telefonzelle                       | Siehdichum, Ortsteil Schernsdorf           | 2020          | Initiative des Bürgervereins, aufgestellt im Herbst 2020 | ⊙ Kupferhammerstraße, vor dem ehemaligen Gasthaus Zum Schlaubetal                                                                          |
|                                         | Bücherschrank                      | Teltow                                     |               | | ⊙ Mahlower Straße 144, Parkplatz des Supermarkts                                                                                           |
|                                         | Bücherschrank                      | Teltow                                     |               | | ⊙ Samatenweg 5 |
|                                         | Bücherregal                        | Teltow                                     |               | im Café des Philantow, dem Mehrgenerationenhaus und Familienzentrum, zugänglich zu dessen Öffnungszeiten | ⊙ Mahlower Straße 139 |
|                                         | Lesebude                           | Tornitz                                    | 18. Juli 2015 | 24 Stunden geöffnet | ⊙ gegenüber Lindenstraße 31 |
|                                         | Telefonzelle                       | Vielitzsee-Seebeck                         |               | | ⊙ Hauptstraße, vor dem Klubhaus / Haus des Gastes                                                                                          |
|                                         | Telefonzelle                       | Waßmannsdorf                               | 2015          | | ⊙ Dorfstraße 44, vor dem Kindergarten |
|                                         | Bücherschrank                      | Werder (Havel) OT Plötzin                  | 2025          | im Hofladen Obsthof Lindicke | ⊙ Plessower Eck, Abzweig B 1/Lehniner Chaussee                                                                                             |
|                                         | Bücherschrank im Edeka-Markt       | Werder (Havel)                             |               | Öffnungszeiten richten sich nach dem Edeka-Markt | ⊙ Brandenburger Straße 151, zwischen Edeka-Kassen und Bäcker                                                                               |
|                                         | Telefonzelle                       | Werder (Havel) OT Derwitz                  | 2020          | frei zugänglich | ⊙ Neben Lilienthalgedenkhaus am Kreisverkehr, Dorfanger                                                                                    |
|                                         | Schrank in Buchform                | Woltersdorf                                | 2010 ?        | gesponsert von Heidt-Immobilien | ⊙ Rudolf-Breitscheid-Straße 17 |
|                                         | Schrank in Buchform                | Woltersdorf                                | 2020          | gesponsert von Heidt Immobilien Service | ⊙ vor dem Bäcker Vetter, Vogelsdorfer Str. 6; zuvor Marktplatz, vor dem Kulturhaus „Alte Schule“                                           |
|                                         | Regal                              | Wusterhausen/Dosse, Ortsteil Barsikow      |               | bei gutem Wetter und während der ganzen Sommersaison draußen unter dem Vordach | ⊙ vor dem Alten Konsum |
|                                         | Telefonzelle                       | Zeuthen                                    | 2015          | | ⊙ vor dem Blumengeschäft in der Miersdorfer Chaussee, im westlichen Ortszentrum                                                            |
|                                         | Bücherschrank                      | Zempow                                     |               | | ⊙ Dorfstraße 39 |
|                                         | Telefonzelle                       | Zossen Ortsteil Glienick                   | 18. Mai 2021  | ausgestattet mit Solarzelle | ⊙ Dorfaue 26, am Dorfgemeinschaftshaus |

## Abgebaute Bücherstränke
| Bild | Ausführung  | Ort                    | Seit | abgebaut (gestellt) | Anmerkung                                                                        |
| ---- | ----------- | ---------------------- | ---- | ------------------- | -------------------------------------------------------------------------------- |
|      | Bücherregal | Potsdam, Alleestraße ⊙ |      | 15. Dez. 2023       | Regal am Zaun vor dem Lothar-Bisky-Haus (Landesverband Die Linke), Alleestraße 3 |